# Fölsbyn
Fölsbyn is een plaats in de gemeente Årjäng in het landschap Värmland en de provincie Värmlands län in Zweden. De plaats heeft 54 inwoners (2005) en een oppervlakte van 25 hectare.